# Embargo (2010)
Embargo ist ein grotesker und tragikomischer Spielfilm des portugiesischen Regisseurs António Ferreira aus dem Jahr 2010.
Es ist eine Adaption von José Saramagos gleichnamiger Erzählung, erschienen 1978 im Band Objecto Quase (in Deutschland als Der Stuhl und andere Dinge, erstmals 1998 im Rowohlt-Verlag).

## Handlung
Nuno ist ein Freizeit-Tüftler und arbeitet tagsüber mit seinem Kollegen Sérgio in einem Imbisswagen, wo er Bifanas, portugiesische Schnitzelbrötchen verkauft. Er setzt jedoch große Hoffnungen auf seine Erfindung eines digitalen Gerätes für die Vermessung von Füßen, mit der er die Schuhindustrie revolutionieren will. Doch neben dem einsetzenden Ölembargo, das alle Wirtschaft zu lähmen droht, macht ihm auch sein fehlendes persönliches Glück und sein fehlendes Verhandlungsgeschick zu schaffen, so dass er seine Erfindung nicht in die Welt bringen kann. Seine Frau ist zunehmend von ihm genervt, und er versucht verzweifelt, seine Maschine zu verkaufen, um danach alle seine finanziellen Engpässe und familiären Probleme hinter sich zu lassen.
Dann bietet sich ihm endlich die Möglichkeit, sich mit einem interessierten Unternehmer zu einem aussichtsreichen Verkaufsgespräch zu treffen. Da hat er einen unerklärlichen Zwischenfall mit seinem Auto und bleibt verletzt liegen. Als er wieder zu sich kommt, ist es Abend. Aber nicht nur ist der Termin vorbei und Frau und kleine Tochter genervt, er kann vor allem sein Auto auf unerklärliche Weise nicht mehr verlassen. Er unterliegt nun selbst einer Art Embargo, dass ihn von der Realisierung seiner Träume abhält.
Verzweifelt versucht er auf allen Wegen, das Treffen dennoch zu ermöglichen, ohne sein Problem offen zu legen. Als er den Unternehmer mit seinen Ingenieuren auf den Parkplatz des Unternehmens bitten muss, und sitzend aus dem Auto heraus die Maschine in der Sonne vorstellt, hält der Unternehmer die absurde Situation nicht aus und verlässt den Parkplatz. Unfähig, seine Situation zu erklären, fährt der hilflose Nuno zu seiner Frau. Er muss sie vom Auto aus vor dem Haus anrufen, da er nicht ins Haus kann. Sie ist jedoch zu sehr von ihm genervt und geht nicht mehr ans Telefon. Er versucht seine Maschine nun zu irgendeinem Preis zu verkaufen, am Ende bittet er nur um ein Kaninchen, das er seiner kleinen Tochter versprochen hat, doch niemand will das Gerät.
Ans Auto gefesselt, von seiner mangelhaften Fähigkeit zur Kommunikation an einer Erklärung seiner Situation behindert und nunmehr ohne jede Hoffnung, will er sich schließlich umbringen, in dem er mit seinem Auto über hohe Küstenklippen fährt. Doch da geht ihm auch noch das Benzin aus und er bleibt auf der Kante der Klippe hängen.
Nun plötzlich kann er wieder aussteigen und findet zudem neben dem Auto ein Kaninchen. Er tauscht seine Maschine bei ein paar Jungs gegen einen Tretroller und macht sich auf nach Hause. Auf dem Weg findet er eine umgefallene Telefonzelle, die ihn tatsächlich seine Frau anrufen lässt. Er kündigt ihr seine Heimkehr mit Kaninchen an, bittet um Verzeihung, und macht sich auf den Weg zu ihr in die Abendsonne.

## Produktion und Rezeption
Der Film wurde im Sommer 2009 in Coimbra und umgebender Region gedreht und von der portugiesischen Filmproduktionsgesellschaft Persona Non Grata Pictures in Koproduktion mit Vaca Filme (Spanien), Diler & Associados (Brasilien) und Sofá Filmes (Portugal) produziert, mit finanzieller Unterstützung durch die Filmförderungsanstalten Instituto do Cinema e do Audiovisual (ICA, Portugal) und Ibermedia (Spanien und Portugal).
Seine Uraufführung erlebte der Film am 3. März 2010 im Wettbewerb beim Fantasporto-Filmfestival in Porto. Er lief danach auf einer Reihe internationaler Filmfestivals, darunter das brasilianische Festival do Rio (am 25. September 2010), das schwedische Fantastisk Filmfestival Lund (am 29. Oktober 2010), die US-amerikanischen Austin Film Festival (Oktober 2010), Cleveland International Film Festival (2011) und Chicago Latino Film Festival (2011), das französische Festival für den iberischen und lateinamerikanischen Film in Villeurbanne (21. März 2011), und das portugiesische Festróia (Juni 2011). Auf einigen davon war er für Filmpreise nominiert, ausgezeichnet wurde er am Ende beim Caminhos do Cinema Português 2010 und nach seiner Premiere beim Fantasporto.
Seinen Kinostart hatte der Film in Portugal am 30. September 2010, wo er 4.597 Besucher anzog.
Embargo erschien 2011 in Portugal als Doppel-DVD mit umfangreichem Bonusmaterial bei Persona Non Grata Pictures.